# 사카타 쇼이치
사카타 쇼이치(일본어: 坂田 昌一, 1911년 1월 18일 ~ 1970년 10월 16일)는 일본의 물리학자이며 전 나고야 대학 교수이다. 유카와 히데키, 도모나가 신이치로와 함께 일본의 입자물리학 연구를 주도했다.

## 인물
도쿄시 고지마치구(현: 도쿄도 지요다구)에서 태어나 구제 고난 고등학교를 거쳐 1933년에 교토 제국대학 이학부 물리학과를 졸업했다. 이화학연구소, 오사카 제국대학 강사, 교토 제국대학 강사를 거쳐 1942년에 나고야 제국대학 교수가 됐다. 유카와가 내세운 중간자론의 제2논문에서부터 제4논문의 공저자이다.
1942년, 이노우에 겐과 함께 핵력의 기원이 되는 중간자와 당시 우주선 중에 발견된 중간자와의 차이를 설명하기 위해서 2중간자론(二中間子論)을 제창했다. 이것은 1948년에 파이 중간자가 발견된 것에 의해서 증명됐다.
1948년에 이노우에 겐, 다카기 슈지 및 하라 오사무와 함께 전자가 만드는 전기장을 양자화할 때에 전자의 질량이 무한대로 발산한다는 양자 전기역학의 문제를 해결하기 위해 ‘응집력장’이라는 새로운 장소에 의해서 질량의 무한대를 지운다고 하는 혼합장 이론(C중간자 이론)을 발표했다. 하지만 그 후의 검증에 의해 질량의 발산은 지우지만 진공 편극의 발산은 지우지 않고 남는 것을 알 수 있었다. 이것은 훗날 도모나가 신이치로가 재규격화 이론을 완성시킨 것에 의해서 해결을 보게 됐다.
1955년, 중성자·양성자·람다 중입자가 가장 기본적인 입자로서 다른 하드론은 이 3개의 소립자와 그런 반입자로 조립할 수 있다는 하드론의 복합 모형(일명 사카타 모형)을 발표했다. 이 모형은 기본 입자를 하나 더 늘린 나고야 모형(1960년) 및 신 나고야 모형(1962년)으로 개량이 더해지면서 일정한 성공을 거두었다. 그 후 이 발전형인 머리 겔만 등의 쿼크 모형 등장에 의해 이러한 모형은 부정됐다. 더욱이 사카타는 쿼크 모형을 전면적으로 지지하면서 오히려 제창자인 겔만 자신이 쿼크 모형을 가정의 이론으로 했던 것에 대해 부정적인 시각을 드러냈다.
1962년에는 마키 지로, 나카가와 마사미와 함께 중성미자 진동을 예측하는 폰테코르보·마키·나카가와·사카타 행렬(PMNS 행렬)을 발표했다.
사카타 학파로 불리는 다수의 제자들을 길러낸 것으로도 알려졌다. 그의 흐름을 잇는 연구자로서는 오가와 슈조, 야마다 에이지, 마키 지로, 오쓰키 쇼이치로, 오누키 요시오, 우메자와 히로오미, 다카하시 야스시, 사키타 분지와 노벨 물리학상(2008년도)을 수상한 고바야시 마코토, 마스카와 도시히데 등이 유명하다.

### 노벨상을 놓치다[2]
‘사카타 모형’은 머리 겔만과 조지 즈바이그의 쿼크 모형에 영향을 주었으나 1969년도 노벨 물리학상은 머리 겔만에게만 수여됐다. 그 후 노벨 물리학상 위원회의 멤버인 이바르 월러는 사카타가 수상하지 못했던 것을 유감으로 생각했다.
1970년 9월, 유카와 히데키는 월러에게 사카타가 노벨상에 추천된 시점에서 병상에 있었던 사실을 편지로 진심을 담아 전했다. 그 후 사카타의 병세는 갈수록 악화돼 3주 후에 사망했다. 유카와는 사카타에게 노벨상이 주어졌다면 많은 영예와 격려가 이어졌을 것이라고 월러에게 전했다. 유카와는 그 후 노벨상 위원회에 위로를 주기 위해 일본의 주요 입자물리학자의 이름으로, 위원회가 사카타의 뛰어난 점에 대해 어떻게 생각하고 있었는지를 알고 싶다고 물었다.

## 주장
쿼크는 계층의 하나에 지나지 않으며, 더 나아가 그 하부 구조가 무한히 존재한다고 하는 물질인 ‘무한계층론’을 제창했다.

## 국제 관계
1964년에 마오쩌둥과 대면했을 때 그 무한히 반복되는 구조로서의 소립자에 대해 ‘층자라는 이름이 좋다’라고 마오쩌둥이 제안했다고 한다. 마오쩌둥은 자국의 물리학자에게 사카타의 이론에 기반한 층자론을 연구하도록 지시했다고 한다.

## 가족·친족
- 아버지 : 사카타 미키타(내무관료·실업가·귀족원 의원)
- 처 : 노부코(옛성·가키우치) ※친어머니 다즈코는 고가네이 요시키요의 딸이며, 노부코는 호시 신이치의 사촌에 해당한다.
- 동생 : 사카타 다미오(핵물리학) ※전 도쿄 이과대학 교수
- 장남 : 사카타 후미히코(핵물리학) ※전 이바라키 대학 이학부장, 명예교수

## 수상 경력
- 1948년 : 아사히상(2중간자의 가설)[4]
- 1948년 : 주니치 문화상(2중간자 이론 이후 응집력 중간자론에 이르는 소립자의 연구)[5]
- 1950년 : 은사상
- 1970년 : 종3위 훈2등 서보장

## 저서
- 《물리학과 방법 - 소립자론의 배경(物理学と方法 素粒子論の背景)》(하쿠토쇼칸, 1947년) 이와나미 쇼텐
- 《새로운 시대의 과학(新しい時代の科学)》(우정홍제회, 1954년) 교양의 책: 우정성 인사부 능률과 편
- 《원자 물리학 입학(原子物理学入学)》(호분칸, NHK 교양대학, 1956년)
- 《과학과 평화의 창조1 - 원자과학자의 기록(科学と平和の創造 一原子科学者の記録)》(이와나미 쇼텐, 1963년)
- 《과학에 새로운 바람을(科学に新しい風を)》(1966년, 신일본신서)
- 《과학자와 사회(科学者と社会)》(이와나미 쇼텐, 1972년)
- 《원자물리학 입문 - 과학과 현대(原子物理学入門 科学と現代)》(게이소쇼보, 1972년)
- 《물리학과 방법(物理学と方法)》(이와나미 쇼텐, 1972년)
- 《새로운 자연관(新しい自然観)》(오쓰키 쇼텐·고쿠민분코, 1974년)
- 《원자력을 둘러싼 과학자의 사회적 책임(原子力をめぐる科学者の社会的責任)》가시모토 요시카즈 편(이와나미 쇼텐, 2011년)
- 《사카타 쇼이치 코펜하겐 일기 - 보어와 안데르센의 나라에서(坂田昌一コペンハーゲン日記 ボーアとアンデルセンの国で)》(나노옵토닉스 에너지 출판국, 2011년)

### 공편저
- 《진리의 장에 서서(真理の場に立ちて)》, 유카와 히데키, 다케타니 미쓰오 공저(마이니치 신문사, 1951년)
- 《근대 물리학 개론(近代物理学概論)》, 아리야마 가네타카 공동 편찬(아사쿠라 쇼텐, 1954년)
- 《소립자의 본질(素粒子の本質)》, 다케타니 미쓰오, 나카무라 세이타로 공동 편찬(이와나미 쇼텐 현대과학 추천도서, 1963년)
- 《평화 시대를 창조하기 위해서 - 과학자는 호소한다(平和時代を創造するために 科学者は訴える)》, 유카와 히데키, 도모나가 신이치로 공편저(이와나미 쇼텐, 1963년)
- 《소립자의 탐구 - 진리의 장에 서서(素粒子の探求 真理の場に立ちて)》, 유카와 히데키, 다케타니 미쓰오 공저(게이소쇼보 과학론·기술론 총서, 1965년)
- 《핵시대를 넘다 - 평화의 창조를 목표로 해서(核時代を超える 平和の創造をめざして)》, 유카와 히데키, 도모나가 신이치로 공편저(이와나미 쇼텐, 1968년)
- 《평화의 호소(平和の訴え)》, 스에카와 히로시, 야마다 무몬 공동 편찬(유콘샤, 1968년)
- 《현대 학문론(現代学問論)》, (마이니치 신문사 편), 유카와 히데키·다케타니 미쓰오 공저(게이소쇼보 1970년)

## 전기
- 니시타니 다다시 《사카타 쇼이치의 생애 - 과학과 평화의 창조(坂田昌一の生涯 科学と平和の創造)》(조에이샤, 2011년)